# Begonia tarokoensis
Begonia tarokoensis là một loài thực vật có hoa trong họ Thu hải đường. Loài này được M.J.Lai mô tả khoa học đầu tiên năm 1990.